# حسين نجار
حسين محمد يعقوب نجار (1944 -) إعلامي سعودي، يُعد من أوائل الإعلاميين والمذيعين السعوديين، ولد في مدينة مكة المكرمة، وكان هو المعلق الصوتي الرئيسي على أحداث الحرم المكي في التلفزيون السعودي أثناء دخول جهيمان عام 1980.

## تعليمه
تلقى تعليمه الأولي في مكة المكرمة، وبعد سنة واحدة فقط في المرحلة المتوسطة انضم إلى معهد المعلمين بمكة عام 1961م، وعمل كأستاذ لمادة اللغة العربية في نفس المدرسة التي تركها، ولكنه أصر على أن يكمل تعليمه العادي وبذلك أصبح معلما نهارا وتلميذا ليلا في نفس المدرسة، ثم أكمل تعليمه الثانوي والجامعي حتى تخرج من جامعة الملك عبد العزيز بجدة في تخصص إدارة أعمال، ثم التحق بجامعة ميزوري بالولايات المتحدة الأمريكية وحصل على الماجستير والدكتوراة.

## عمله
بدأ العمل الإعلامي منذ أن كان طالبا في المرحلة الابتدائية حيث أدرج اسمه كمقدم للحفلات الختامية السنوية التي جرت العادة على إقامتها سنويا، وكان التحول الكبير في حياة حسين نجار نهاية عام 1964م حين يقدم بعض الفقرات في حفل رياضي في مكة احتفالا بفوز النادي الأهلي السعودي، وكان من الحاضرين المعلق الرياضي الشهير زاهد قدسي الذي حرص أن ينضم حسين نجار إلى الإذاعة، وهذا ما حصل في بداية العام 1965، واستمر في العمل الإعلامي وقدم أول برنامج منوعات عبر إذاعة البرنامج الثاني وهو برنامج (حدائق منوعة)، كما قدم عبر سنين عمله العديد من البرامج الثقافية والعلمية والاجتماعية، وقد تقاعد عن العمل الإداري عام 2001، ولكنه استمر في العمل الإعلامي، وبقي محاضرا متعاونا مع معهد الإدارة العامة في مدينة جدة، وكذلك مع كلية الإتصال والإعلام بجامعة الملك عبد العزيز بجدة، والمركز العربي للتدريب الإذاعي والتلفزيوني في دمشق وجهاز إذاعة وتلفزيون الخليج.

## وصلات خارجية
الرياض
اللقاءات على يوتيوب
لقاء آخر على يوتيوب
عنه